# Colladonus dampfi
Colladonus dampfi är en insektsart som beskrevs av Delong 1946. Colladonus dampfi ingår i släktet Colladonus och familjen dvärgstritar. Inga underarter finns listade i Catalogue of Life.